# 帝國的早晨
《帝國的早晨》（韩语：／）是2002年—2003年上映的韩国KBS大河連續劇。
剧情展现了高麗王朝第四代皇帝高麗光宗王昭的一生。从高麗太祖去世，歷經惠宗、定宗，功臣勢力朴述熙、王規、王式廉的宫廷斗争、朝堂倾轧，至光宗任用五代十国时期後周人雙冀，實行科舉制，推崇佛教，易服改制，以北宋服饰为正朔，自稱海東天子，建年號光德。该剧于2014年，在中国大陆的影音平台爱奇艺上线，后因涉嫌丑化中国，2016年起遭到中国大陆官方下架处理，并且在整个中国内地网络上进行封杀，所有相关的视频与豆瓣条目资料全部被删除，被永久禁播至今。

## 演员表

### 主角
- 金相中（김상중） 饰 高丽光宗 王昭

### 皇帝
- 李文洙（이문수） 饰 高丽太祖 王建
- 李道连（이도련） 饰 新羅敬顺王 金傅
- 盧永國 饰 高丽惠宗 王武
- 崔宰诚（최재성） 饰 高丽定宗 王堯
- 金民宇（김민우） 饰 王伷

### 皇后
- 全惠珍（朝鲜语：전혜진 (1970년)）（전혜진） 饰 大穆皇后皇甫氏
- 张秀慧（장수혜）→金敏京（朝鲜语：김민경 (1981년 5월)）（김민경） 饰 慶化宮夫人林氏
- 洪莉娜（홍리나） 饰 文恭皇后朴氏
- 金晓珠（김효주） 饰 文成皇后朴氏
- 陶智英（도지영） 饰 清州南院夫人金氏
- 金贤珠（朝鲜语：김현주 (1964년)） 饰 义和皇后林氏
- 潘晓静（반효정） 饰 庄和皇后吴氏
- 姜敬贤（강경헌） 饰 後廣州院夫人王氏
- 吳智永（오지영） 饰 清州院夫人金氏
- 鄭永淑（정영숙） 饰 神明顺成王太后刘氏
- 安海淑 饰 神静太后皇甫氏
- 韩福熙（한복희） 饰 東陽院夫人庾氏
- 徐美爱（서미애） 饰 小廣州院夫人王氏

### 高丽太子公主
- 郑国镇（정국진） 饰 王旭
- 高东炫（고동현）→朴镇滢（박진형） 飾 孝隱太子（高丽太祖之子）
- 金光荣（김광영） 饰 元寧太子（高丽太祖之子）
- 崔成民（김광영） 饰 孝成太子（高丽太祖之子）
- 徐玄锡（서현석）→金奎敏（김규민） 饰 興化君（高丽惠宗之子）
- 金民宇（김민우）→成樂滿（성낙만）饰 慶春院君（高丽定宗之子）
- 李管姬（이칸희） 饰 乐浪公主

### 高丽臣僚
- 金興基 饰 王式廉
- 赵卿焕 飾 朴述熙
- 金茂生 饰 王规
- 邊希峰（변희봉） 饰 金兢律
- 金相淳（朝鲜语：김상순 (배우)）（김상순） 飾 朴英规
- 鄭祥鐵（정상철） 饰 朴守卿
- 金永寅（김영인） 饰 朴守文
- 李涌镇（이용진） 饰 朴承位
- 朴有升（박유승） 饰 朴承景
- 申東一（신동일） 饰 朴承禮
- 李曉庭 飾 双冀
- 林庆玉（임경옥） 饰 貂蟬
- 李大路（이대로） 饰 徐弼
- 郑东焕（정동환） 饰 崔知梦
- 白仁哲（백인철） 饰 廉湘
- 朴真星（박진성） 饰 刘新城
- 李在渊（이재연） 饰 李夢游
- 宋今植（송금식） 饰 张端说
- 李知炯（이지형） 饰 崔承老
- 李韩胜（이한승） 饰 林曦
- 元锡渊（원석연） 饰 王咸敏
- 任秉基（임병기） 饰 崔行歸
- 金聲玉（김성옥） 饰 權直
- 权赫浩（권혁호） 饰 權信
- 韩范熙（한범희） 饰 徐熙
- 李大建（이대건） 饰 崔暹
- 许基浩（허기호） 饰 金濂
- 崔憲哲（최헌철） 饰 申質
- 郑云龙（정운용） 饰 王融
- 張基勇（장기용） 饰 张宥
- 李東濬（이동준） 饰 左將軍
- 李沅拔（이원발） 饰 右將軍
- 崔成俊（최성준） 饰 王含允
- 金秀一（김수일） 饰 柳天弓
- 朴庆得（박경득） 饰 康起珠
- 许铉浩（허현호） 饰 劉兢達
- 郑绪（朝鲜语：정욱 (1973년)）（정욱） 饰 咸淳
- 刘秉汉（유병한） 饰 王同
- 安莹植（안형식） 饰 俊弘
- 朴正雄（박정웅） 饰 皇甫悌恭
- 朴永泰（박영태） 饰 皇甫光謙
- 申东勋（신동훈） 饰 皇甫魏光
- 金基卜（김기복） 饰 皇甫嵩
- 金周映（김주영） 饰 金坚戌
- 閔旭（민욱） 饰 王育
- 黄德在（황덕재） 饰 內軍將校
- 申元均（신원균） 饰 內軍將校
- 南一祐（남일우） 饰 金渥
- 南永镇（남영진） 饰 韓玄珪
- 朴升圭（박승규） 饰 信康
- 車基煥（차기환） 饰 式會
- 李季永（이계영） 饰 孫昭
- 罗宰均（나재균） 饰 薛文遇
- 孟奉学（맹봉학） 饰 蘇無蓋
- 梁宰诚（양재성） 饰 雙哲
- 李日雄（이일웅） 饰 貂蟬執事
- 徐永進（서영진） 饰 貂蟬属下
- 李宗万（이종만） 饰 咒术师
- 吴胜明（오승명） 饰 明川公
- 吴胜明（오승명） 饰 占术家
- 姜信祚（강신조） 饰 叛乱大將
- 金昌奉（김창봉） 饰 大殿内官
- 姜满熙（강만희） 饰 光宗大殿內官
- 闵庆珍（민경진） 饰 闵内官
- 朴珠雅 饰 庄和皇后提調尙宮
- 朴钟卨（박종설） 饰 百姓
- 韩春日（한춘일） 饰 百姓
- 李哲民（이철민） 饰 平州私兵

### 僧侣
- 郑旭（정욱） 饰 坦文
- 郑胜浩（정승호） 饰 均如

### 安市城之战相关人物
- 申熙文 饰 杨万春
- 未知 饰 渊盖苏文
- 金弘洙 饰 唐太宗
- 金海权 饰 长孙无忌
- 郑钟准 饰 李勣
- 张淳国 饰 契苾何力